# Migliore calciatore straniero AIC
Il titolo di Migliore calciatore straniero AIC era un premio calcistico assegnato nella serata degli Oscar del calcio AIC dall'Associazione Italiana Calciatori.
Era premiato un calciatore non italiano, che militasse nel campionato di calcio italiano di serie A e che si fosse distinto per le sue positive prestazioni nella stagione calcistica precedente. Tra il vincitore di questo premio e quello di Migliore calciatore italiano veniva poi scelto il Migliore calciatore assoluto.

## Albo d'oro
| Anno          | Piazzamento | Giocatore            | Nazionalità | Squadra    |
| ------------- | ----------- | -------------------- | ----------- | ---------- |
| 1997 Dettagli | Vincitore   | Zinédine Zidane      | Francia     | Juventus   |
| 1997 Dettagli | Nomination  | Lilian Thuram        | Francia     | Parma      |
| 1997 Dettagli | Nomination  | Juan Sebastián Verón | Argentina   | Sampdoria  |
| 1998 Dettagli | Vincitore   | Ronaldo              | Brasile     | Inter      |
| 1998 Dettagli | Nomination  | Lilian Thuram        | Francia     | Parma      |
| 1998 Dettagli | Nomination  | Zinédine Zidane      | Francia     | Juventus   |
| 1999 Dettagli | Vincitore   | Gabriel Batistuta    | Argentina   | Fiorentina |
| 1999 Dettagli | Nomination  | Márcio Amoroso       | Brasile     | Udinese    |
| 1999 Dettagli | Nomination  | Lilian Thuram        | Francia     | Parma      |
| 2000 Dettagli | Vincitore   | Andrij Ševčenko      | Ucraina     | Milan      |
| 2000 Dettagli | Nomination  | Gabriel Batistuta    | Argentina   | Fiorentina |
| 2000 Dettagli | Nomination  | Zinédine Zidane      | Francia     | Juventus   |
| 2001 Dettagli | Vincitore   | Zinédine Zidane      | Francia     | Juventus   |
| 2001 Dettagli | Nomination  | Hernán Crespo        | Argentina   | Lazio      |
| 2001 Dettagli | Nomination  | Rui Costa            | Portogallo  | Fiorentina |
| 2002 Dettagli | Vincitore   | David Trezeguet      | Francia     | Juventus   |
| 2002 Dettagli | Nomination  | Pavel Nedvěd         | Rep. Ceca   | Juventus   |
| 2002 Dettagli | Nomination  | Ronaldo              | Brasile     | Inter      |
| 2003 Dettagli | Vincitore   | Pavel Nedvěd         | Rep. Ceca   | Juventus   |
| 2003 Dettagli | Nomination  | Emerson              | Brasile     | Roma       |
| 2003 Dettagli | Nomination  | Adrian Mutu          | Romania     | Parma      |
| 2004 Dettagli | Vincitore   | Kaká                 | Brasile     | Milan      |
| 2004 Dettagli | Nomination  | Pavel Nedvěd         | Rep. Ceca   | Juventus   |
| 2004 Dettagli | Nomination  | Andrij Ševčenko      | Ucraina     | Milan      |
| 2005 Dettagli | Vincitore   | Zlatan Ibrahimović   | Svezia      | Juventus   |
| 2005 Dettagli | Nomination  | Adriano              | Brasile     | Inter      |
| 2005 Dettagli | Nomination  | Kaká                 | Brasile     | Milan      |
| 2006 Dettagli | Vincitore   | Kaká                 | Brasile     | Milan      |
| 2006 Dettagli | Vincitore   | David Suazo          | Honduras    | Cagliari   |
| 2006 Dettagli | Nomination  | Andrij Ševčenko      | Ucraina     | Milan      |
| 2007 Dettagli | Vincitore   | Kaká                 | Brasile     | Milan      |
| 2007 Dettagli | Nomination  | Zlatan Ibrahimović   | Svezia      | Inter      |
| 2007 Dettagli | Nomination  | Adrian Mutu          | Romania     | Fiorentina |
| 2008 Dettagli | Vincitore   | Zlatan Ibrahimović   | Svezia      | Inter      |
| 2008 Dettagli | Nomination  | Adrian Mutu          | Romania     | Fiorentina |
| 2008 Dettagli | Nomination  | Kaká                 | Brasile     | Milan      |
| 2009 Dettagli | Vincitore   | Zlatan Ibrahimović   | Svezia      | Inter      |
| 2009 Dettagli | Nomination  | Kaká                 | Brasile     | Milan      |
| 2009 Dettagli | Nomination  | Diego Milito         | Argentina   | Genoa      |
| 2010 Dettagli | Vincitore   | Diego Milito         | Argentina   | Inter      |
| 2010 Dettagli | Nomination  | Samuel Eto'o         | Camerun     | Inter      |
| 2010 Dettagli | Nomination  | Wesley Sneijder      | Paesi Bassi | Inter      |

## Vincitori
- 3 Oscar
  - Kaká, Zlatan Ibrahimović

- 2 Oscar
  - Zinédine Zidane

- 1 Oscar
  - Ronaldo, Gabriel Batistuta, Andrij Ševčenko, David Trezeguet, Pavel Nedvěd, David Suazo, Diego Milito

## Calciatori con più nomination
- 6 nomination
  - Kaká (3)

- 5 nomination
  - Zlatan Ibrahimović (3)

- 4 nomination
  - Zinédine Zidane (2)

- 3 nomination
  - Pavel Nedvěd (1), Andrij Ševčenko (1), Lilian Thuram (0), Adrian Mutu (0)

- 2 nomination
  - Ronaldo (1), Gabriel Batistuta (1), Diego Milito (1)

*tra parentesi gli Oscar vinti

## Classifica per club
| Club           | Calciatori | Totale |
| -------------- | ---------- | ------ |
| Juventus       | 4          | 5      |
| Internazionale | 3          | 4      |
| Milan          | 2          | 4      |
| Fiorentina     | 1          | 1      |
| Cagliari       | 1          | 1      |